# Задача Фейнмана
Задача Фейнмана (иногда англ. universal quantum simulator — универсальный квантовый симулятор) — приложение квантовых компьютеров для моделирования квантовых систем. К идее использовать квантовые компьютеры для моделирования квантовых физических процессов впервые привлёк внимание Ричард Фейнман, хотя аналогичные идеи в 1981 году высказал Юрий Манин в своей работе «Вычислимое и невычислимое». Фейнман в своей работе в 1982 году обратил внимание на то, что моделирование даже простейших физических систем на обычном классическом компьютере требует невероятного объёма вычислительных ресурсов, что делает задачу неразрешимой. Добавление одного электрона в молекулу усложняет решение уравнения Шрёдингера для этой молекулы более чем в два раза, что делает практически невозможным точное моделирование систем, содержащих более чем 30 электронов. На сегодняшний день даже моделирование атома лития является архисложной задачей, хотя все необходимые уравнения для нахождения волновой функции уже давно известны. В то же время, всегда можно поставить физический эксперимент с квантомеханической системой и получить искомый результат. Это исторически определило нерушимую границу между физикой, где возможен численный расчёт и химией, где ответ может дать только эксперимент. Данный факт привёл Фейнмана к мысли о том, что законы квантовой механики можно использовать для ускорения вычислений. Квантовые компьютеры могут решать уравнения Шрёдингера экспоненциально быстрее классических.